# 薩拜美洲鱥
薩拜美洲鱥（學名：Notropis sabinae），為輻鰭魚綱鯉形目雅羅魚科的其中一種，分布於北美洲美國密蘇里州和阿肯色州的聖弗朗西斯河和懷特河下游流域；路易斯安那州利特爾河流域；以及從卡爾卡蘇河到德克薩斯州聖哈辛托河流域，本魚呈長橢圓形且側扁，眼大、口近下位，體長可達5.7公分，棲息在沙底質流動的中小型溪流和水潭，生活習性不明。